# Artig
Artig var ett silvermynt präglat i Reval (Tallinn) 1363/64 till 1375.